# Bùi (họ)
Bùi (chữ Hán: 裴) là một họ người thuộc vùng Văn hóa Đông Á gồm: Việt Nam, Trung Quốc, Triều Tiên.
Tại Việt Nam họ Bùi phổ biến đứng hàng thứ 9 trong hơn 200 dòng họ, chiếm 2% dân số ở Việt Nam. Ở Trung Quốc họ Bùi phổ biến ở các tỉnh phía bắc Trung Quốc.

## Việt Nam
Họ Bùi Việt Nam là một họ bản địa, có gốc trên đất Việt từ xa xưa đến thời các vua Hùng dựng nước.
Theo "Lịch sử Việt Nam" của các nhà sử học Phan Huy Lê, Trần Quốc Vượng, Hà Văn Tấn, Lương Ninh, trước thời các vua Hùng thì người Việt bản địa đã có mặt từ lâu. Bởi vậy chưa có bằng chứng nào để nói rằng tổ tiên họ Bùi có gốc tích từ Trung Quốc. Về điểm này cũng phải làm rõ một thực tế lịch sử: Người Hán vốn gốc ở lưu vực sông Hoàng Hà. Còn từ sông Trường Giang trở về phía Nam xưa kia là đất sinh tụ của người Bách Việt. Qua quá trình chinh phục và đồng hoá, các tộc Việt khác đều bị Hán hoá, chỉ còn các tộc  Âu Việt và Lạc Việt làm nền tảng cho triều đại Hùng Vương.
Họ Bùi có một tỉ lệ cao là người Mường được xem như người Việt cổ. Nay nhiều nhà nghiên cứu đã phát hiện trong các phong tục, tập quán của người Mường khác hẳn của người Hán (có truyền thuyết cũng như nhiều tư liệu cho thấy "Tản Viên Sơn Thánh" cũng là người Mường), chứng minh họ Bùi vốn có gốc từ người bản địa. Nhân chủng học, ngôn ngữ học… đều phù hợp với điều đó.
Dân tộc Mường ở miền Bắc Việt Nam có tỷ lệ cao mang họ Bùi, sống tập trung ở các tỉnh: Hòa Bình, Thanh Hóa, Phú Thọ, Sơn La, Ninh Bình.

### Thời đại Hùng Vương và Văn minh Đại Việt
Theo tư liệu của Bộ Lễ, triều Lê Anh Tông, do đại thần "Hàn lâm lễ viện Đông các đại học sĩ" Nguyễn Bính soạn, có đầu đề "Ngọc Phả cổ lục đức Đổng Sóc xung thiên Đại thánh Thần Vương triều nhà Hùng, họ Việt Thường. Phiên thần thượng đẳng, bộ chi cẩn". Bản gốc còn lưu lại Viện Hán - Nôm, ngoài bì có đóng dấu bầu dục của Viễn đông Bác Cổ thời Pháp thuộc" thì: Từ thời Hùng Vương thứ 6 được ghi nhận có niên đại từ 1401 đến 1121 TCN, trong thời gian đó xảy ra sự kiện Phù Đổng đánh giặc  Ân, sự kiện đã được dân gian huyền thoại hoá, nhưng qua những chứng cứ, tư liệu về trang Khê Đầu ghi rõ có cụ Bùi Cẩn và Phạm Thị Hoà sinh ra bà Bùi Thị Dung, mẹ của Thánh Gióng .
- Trong bài vị biên chép về lịch sử của vua Lê Đại Hành trong đó có ghi: "vào năm 257 trước Công nguyên, nhà Thục xâm chiếm nước ta, có 4 dòng họ gồm: Ngô tộc, Bùi tộc, Lê tộc, Trần tộc được vua Hùng (Duệ Vương) triệu tập 4 vị Đại Thần cùng 5000 binh mã đã đánh thắng trận đầu, giặc bị tiêu diệt máu chảy thành sông vang dội núi sông."
• Thời Hai Bà Trưng có 2 danh tướng là Bùi Thạch Đa và Bùi Thạch Đê mà lăng mộ hiện vẫn tồn tại suốt gần 2.000 năm nay trên vùng đất tổ Hùng Vương, ở Tam Nông, Phú Thọ.
•Thời vua Đinh Tiên Hoàng (968-979) có khai quốc công thần Trình Quốc công Bùi Quang Dũng.
• Bùi Mộc Đạc là một danh thần đời nhà Trần, vốn tên thật là Phí Mộc Lạc nhưng vì vua Trần Nhân Tông cho là Mộc Lạc là tên xấu, mang điềm chẳng lành (Mộc Lạc trong tiếng Hán nghĩa là cây đổ, cây rụng), vua còn cho họ Phí hiếm gặp, nên đổi tên Phí Mộc Lạc thành Bùi Mộc Đạc với nghĩa Mộc Đạc là cái mõ đánh vang. Bùi Mộc Đạc làm đại thần trải 3 triều vua Trần. Theo Đại Việt sử ký toàn thư: "Sau này, nhiều người họ Phí trong nước hâm mộ danh tiếng của Mộc Đạc, đua nhau đổi làm họ Bùi". Chắt nội Bùi Mộc Đạc (Phí Mộc Lạc) tên là Bùi Quốc Hưng là người tham gia hội thề Lũng Nhai và cuộc khởi nghĩa Lam Sơn. Sau khi Lê Lợi lên ngôi, phong ông là Nhập nội Thiếu úy, tước Hương thượng hầu, sau thăng Nhập nội Tư đồ, được vua ban Quốc tính họ Lê, nên đổi là Lê Quốc Hưng. Theo gia phả của nhánh họ Bùi gốc Phí ở Nam Sách (Hải Dương) thì một trong số hậu duệ của cụ Bùi Mộc Đạc là Bùi Thị Hý chính là người đã khai sinh ra làng gốm Chu Đậu, được thờ là tổ nghề của làng gốm Chu Đậu.
• Thời Lê sơ có các nhân vật Bùi Bị, Bùi Ư Đài, Bùi Cầm Hổ, Bùi Xương Trạch. Con gái Bùi Cẩm Hổ là Bùi Quý phi, vợ của vua Lê Thái Tông, sinh ra cung vương Lê Khắc Xương. Bùi Xương Trạch quê gốc ở xã Cát Xuyên, huyện Hoằng Hoá, tỉnh Thanh Hoá chuyển sang làng Định Công, Hà Nội, sau đó chuyển sang Thịnh Liệt sinh sống, lập nghiệp, lập nên gia tộc họ Bùi làng Thịnh Liệt, còn được gọi là Sơn Nam vọng tộc. Về sau dòng họ có các nhân vật như Bùi Huy Bích.
• Thế kỷ XVI có Bùi Tá Hán là một cận thần của đại thần Nguyễn Kim (cha của Nguyễn Hoàng) lập Lê Trang Tông. Đến thế kỷ XVIII có Bùi Thế Đạt làm trấn thủ trông coi cả vùng biển Đông thuộc Bắc Trung bộ ngày nay. Bùi Dương Lịch là đại thần ba triều Lê, Tây Sơn, Nguyễn. Hay thời cận đại có nhà cải cách hải quân Bùi Viện...
• Tại Văn Miếu-Quốc Tử Giám, mở khoa thi đầu tiên (năm 1075) lấy 4 vị tiến sĩ thì có 1 vị họ Bùi. Từ đó đến cuối triều nhà Nguyễn, trải qua 10 thế kỉ về khoa bảng, họ Bùi có đến 76 vị tiến sĩ, trong đó có 4 vị là bảng nhãn và một vị thủ khoa Nho học là Bùi Quốc Khái (đỗ triều Lý Cao Tông).

#### Khoa bảng
- Bùi Quốc Khái (1141-1234) thủ khoa Tiến sĩ thời vua Lý Cao Tông.
- Bùi Đình Viên, Thượng thư Đại học sĩ thời nhà Lê
- Bùi Xương Trạch (1451 - 1529) Thượng thư Trưởng Lục bộ thời Lê Thánh Tông.
- Bùi Khắc Nhất (1533 - 08/11/1609) Bảng nhãn đời vua Lê Anh Tông- Hộ bộ thượng thư, tước bá.

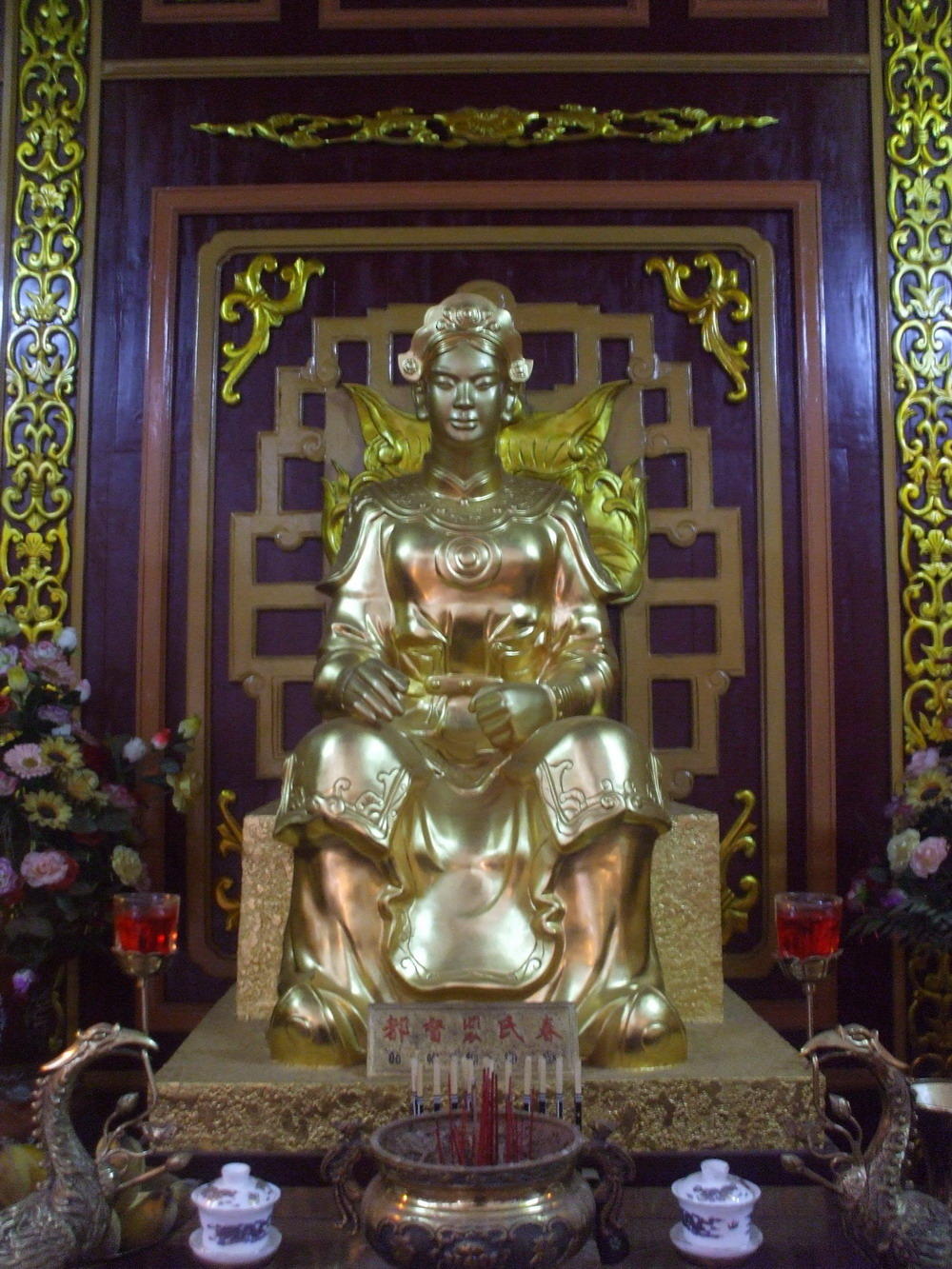
Nữ tướng Tây Sơn Bùi Thị Xuân

- Tiến sĩ:
  - Bùi Mộng Hoa (1353)
  - Bùi Dục Tài (1502)
  - Bùi Sĩ Tiêm (1715)
  - Bùi Ngọc Quỹ(1829)
  - Bùi Tuấn (1841)
  - Bùi Duy Phan (1841)
  - Bùi Văn Phan (1844)
  - Bùi Thức Kiên (1848)
  - Bùi Ước (1868)
  - Bùi Thức (1898)
  - Bùi Hữu Tụy (1910)
  - Bùi Bằng Thuận (1916)
  - Bùi Hữu Hưu (1919)
- Phó bảng:
  - Bùi Sĩ Tuyến (1848)
  - Bùi Thố (1849)
  - Bùi Văn Quế (1865)
  - Bùi Văn Dị (1865)
  - Bùi Kỷ (1888)
  - Bùi Hữu Thứ (1919)

#### Đại thần thời Phong kiến
- Bùi Mộc Đạc, đại thần 3 triều vua Trần (tên thật là Phí Mộc Lạc, sau được vua Trần đổi tên thành Bùi Mộc Đạc)
- Bùi Quốc Hưng, văn thần tham gia Khởi nghĩa Lam Sơn.
- Bùi Cầm Hổ, đại thần nhà Lê sơ.
- Bùi Ư Đài, đại thần nhà Lê sơ.
- Bùi Bỉnh Uyên, đại thần nhà Lê trung hưng.
- Bùi Huy Bích (1744 - 1818), Tham tụng nhà Lê-Trịnh.[5]
- Bùi Đắc Tuyên, Thái sư dưới triều vua Cảnh Thịnh trong lịch sử Việt Nam.
- Bùi Văn Dị, quan đại thần triều Nguyễn
- Bùi Viện, nhà cải cách, nhà ngoại giao thời Nguyễn.
- Bùi Dương Lịch (1757 - 1828), nhà văn hóa, nhà nghiên cứu và danh sĩ Việt Nam thời Lê mạt, Tây Sơn và nhà Nguyễn.[6]
- Bùi Hữu Nghĩa (1807 - 1872), hay Thủ Khoa Nghĩa, là nhà Văn hoá Việt Nam, triều thần nhà Nguyễn.

#### Quân sự
- Tướng Bùi Minh Trí
- Bùi Đình Chấn[7]
- Bùi Thiên Quý[8]
- Bùi Văn Thốn[9]
- Hai danh tướng Bùi Thạch Đa và Bùi Thạch Đê (thời Hai Bà Trưng)
- Bùi Quang Dũng, tướng thời Đinh Tiên Hoàng.
- Bùi Bá Kỳ, tướng nhà Trần (sau này đã dẫn giặc Minh vào xâm lược Việt Nam).
- Bùi Bị, tướng nhà Lê sơ.[10]
- Bùi Tá Hán, tướng thời Lê Trung Hưng.
- Bùi Thị Xuân, Bùi Thị Nhạn: Tây Sơn ngũ phụng thư thời Tây Sơn.
- Bùi Điền, nghĩa sĩ phong trào Cần Vương.

### Thời đại Hồ Chí Minh

#### Bà mẹ Việt Nam anh hùngtiêu biểu
- Bà mẹ VNAH Bùi Thị Mè (Năm Mè) 1928-2014, nguyên Thứ trưởng Bộ Y tế - Xã hội và Thương binh Chính phủ Cách mạng Lâm thời Cộng hòa miền Nam VN, có 3 con là Liệt sĩ [11].
- Bùi Thị Thêm (bí danh Ba Bé) sinh năm 1924, quê huyện Gò Quao, tỉnh Kiên Giang có chồng và 2 con là liệt sĩ. Mẹ là “Nữ kiện tướng đánh tàu trên sông Cái Lớn”. Mẹ đã được Nhà nước phong tặng danh hiệu: Anh hùng Lực lượng Vũ trang Nhân dân và danh hiệu Bà mẹ Việt Nam Anh hùng [12].
- 3 Bà mẹ VNAH là 3 chị em ruột họ Bùi: Bùi Thị Hai, Bùi Thị Dị, Bùi Thị Sáu (quê ở Hàm Chính - Hàm Thuận - Bình Thuận): Bà Hai có chồng và 4 con là liệt sĩ; bà Dị có 3 con là liệt sĩ; bà Sáu có 4 con là liệt sĩ.
- Con dâu họ Bùi: Liệt sỹ Đoàn Thị Nghiệp (Tám Nghiệp), nguyên Tỉnh đội phó Tỉnh Mỹ Tho - vợ đồng chí Bùi Văn Thôn (Tám Thôn), quê: Cai Lậy, Tiền Giang có 2 con là 2 Nhà báo Liệt sĩ (Bùi Văn Thưởng, Bùi Văn Tấn). Bà Tám Nghiệp được Nhà nước truy phong danh hiệu: Anh hùng Lực lượng Vũ trang Nhân dân (1978) và danh hiệu Bà mẹ Việt Nam Anh hùng (1995)  [13].
- Bùi Thị Con - quê tại Gio Hải, Gio Linh, Quảng Trị. gia đình Mẹ có 7 liệt sĩ, gồm: chồng (ông Trần Văn Trình), 4 người con trai (Trần Văn Tự , Trần văn Niên , Trần văn Hải, trần văn Tiềm) và 2 người con dâu (Võ thị Mai , Hồ thị Ơn). Mẹ Bùi Thị Con được Nhà nước trao danh hiệu Bà mẹ VNAH.

Bộ trưởng Bộ Công An Bùi Thiện Ngộ

#### Quốc phòng, an ninh
- Trần Quý Hai họ tên thật: Bùi Chấn (1913-1985), Trung tướng, nguyên Thứ trưởng Bộ Quốc phòng kiêm Phó Tổng Tham mưu trưởng QĐNDVN; Đảng viên Đảng Cộng sản năm 1930, Ủy viên DK Xứ uỷ Trung kỳ; Ủy viên Trung ương Đảng khoá III (Chính thức từ 12/1963) - Huân chương Hồ Chí Minh và Huân chương Sao vàng (truy tặng 2008).
- Bùi Thiện Ngộ (1929-2006) Thượng tướng, nguyên Bộ trưởng Bộ Nội vụ (nay là Bộ Công an) - Ủy viên Trung ương Đảng khoá VI, Ủy viên Bộ Chính trị khóa VII. Đại biểu Quốc hội khóa IX - Huân chương Hồ Chí Minh (2006).
- Bùi Phùng (1920-1999), Thượng tướng, nguyên Thứ trưởng Bộ Quốc phòng kiêm Phó Chủ nhiệm Ủy ban KHNN,  Ủy viên Trung ương Đảng khoá IV, V. Đại biểu Quốc hội khoá VII, VIII - Huân chương Hồ Chí Minh (1993) [14][15].
- Bùi Văn Huấn (sinh 1945)- Thượng tướng, nguyên Phó Chủ nhiệmTổng cục Chính trị, Ủy viên  BCH Trung ương Đảng khoá VIII, XI, X - Huân chương Độc lập hạng Nhì.
- Bùi Nam Hà (1924-2019)- Thiếu tướng, nguyên Phó Tổng thanh tra Quân đội Phó Giám đốc Học viện Quốc phòng, Giám đốc Học viện Hậu cần.[16][17][18][19][20] - Huân chương Độc lập hạng Nhất.
- Bùi Như Nho (1924-1988) - Thiếu tướng, Nguyên Phó Chính uỷ Quân khu 9 - Huân chương Độc lập hạng Nhất.
- Bùi Thanh Vân (1927-1994), Trung tướng, nguyên Phó Tư lệnh cách quân phía tây (232) trong chiến dịch Hồ Chí Minh 1975. Tư lệnh Quân khu 7.[21][22][23][24]; Ủy viên Trung ương Đảng khoá VII. Huân chương Độc lập hạng Nhì.
- Bùi Công Ái (1928 - 1994)  Trung tướng. Nguyên Phó Viện trưởng Viện Lịch sử Quân sự. Huân chương Độc lập hạng Nhì.
- Bùi Đức Tạm (1923 - 2016) - Thiếu tướng, nguyên Phó Chủ nhiệm Tổng cục Kỹ thuật BQP.[25][26] Huân chương Độc lập hạng Nhì.
- Bùi Sỹ Vui (Sinh 1948), Trung tướng,  nguyên Phó Chủ nhiệm Ủy ban Kiểm tra Quân ủy Trung ương.
- Bùi Xuân Chủ (Sinh 1948), Trung tướng, nguyên Chính ủy Tổng cục Hậu cần.
- Bùi Văn Tâm (Sinh 1957), Trung  tướng, nguyên Chính ủy Học viện Quốc phòng.
- Bùi Thị Cúc - họ tên thật là Trần thị Lan (1930 - 1950), đã được Hồ Chủ tịch truy tặng sáu chữ: "Sống anh dũng, chết vẻ vang". Anh hùng LLVT nhân dân (truy tặng năm 1995).[27].
- Bùi Văn Nhỏ - là một trong 5 người tham gia trực tiếp bắt sống tướng De Castries trong chiến dịch Điện Biên Phủ[28][29].
- Bùi Ngọc Dương (1943 - 1968) - Liệt sĩ, anh hùng LLVT nhân dân. Ông được xem là La Văn Cầu trong kháng chiến chống Mỹ.
- Bùi Ngọc Đủ (1942 - 2017), Anh hùng LLVT nhân dân, người dũng sỹ diệt Mỹ gắn với bài hát “Ơi con suối La La”[30].
- Bùi Văn Tùng (sinh 1930), đại tá, Chính uỷ Lữ đoàn Xe tăng 203. Ông là nhân vật của lịch sử trong Sự kiện lịch sử 30 tháng 4 năm 1975, người đã thảo văn bản đầu hàng vô điều kiện cho Đại tướng Dương Văn Minh- Tổng thống VNCH đọc trêny Đài phát thanh Sài Gòn. Đồng thời ông cũng thay mặt Quân Giải phóng tuyên bố tiếp nhận đầu hàng của Chính quyền Việt Nam Cộng hòa, chấm dứt  Chiến tranh Việt Nam[31][32][33][34][35].
- Bùi Quang Thận (1948-2012) - Anh hùng LLVT nhân dân, người lính Quân giải phóng đầu tiên cắm lá cờ chiến thắng của Mặt trận Giải phóng miền Nam Việt Nam trên nóc dinh Độc Lập vào lúc 11 giờ 30 phút ngày 30-4-1975 [36].
- Bùi Văn Nam (sinh 1955)-Thượng tướng, Thứ trưởng Bộ Công an - 2 Huân chương Quân công hạng Nhì (2010, 2020).
- Bùi Quang Bền (sinh 1955) -Thượng tướng, nguyên Thứ trưởng Bộ Công an - Huân chương Quân công hạng Nhất[37].
- Bùi Xuân Sơn (sinh 1956), Trung tướng, nguyên Phó Tổng cục trưởng Tổng cục Hậu cần - kỹ thuật Bộ CA.
- Bùi Bá Định (sinh 1958), Trung tướng, nguyên. Phó Tổng cục trưởng Tổng cục Chính trị Bộ CA.
- Bùi Mậu Quân (sinh 1960), Trung tướng, nguyên Phó Tổng cục trưởng Tổng cục An ninh Bộ CA.
- Bùi Văn Thành (sinh 1958) từng là Trung tướng, Thứ trưởng Bộ Công an; ông bị cách chức Đảng và chính quyền, giáng cấp hàm xuống Đại tá và lĩnh án 30 tháng tù giam [38][39]).
- Bùi Quốc Huy (sinh 1945), từng là Trung tướng, Thứ trưởng Bộ Công an, Ủy viên BCH Trung ương Đảng, từng được tặng danh hiệu Anh hùng LLVTND. Trong Vụ án Năm Cam và đồng phạm [40], ông đã bị cách chức Đảng và chính quyền, bị tước quân hàm và danh hiệu Anh hùng LLVTND, bị Toà tuyên phạt 4 năm tù giam.

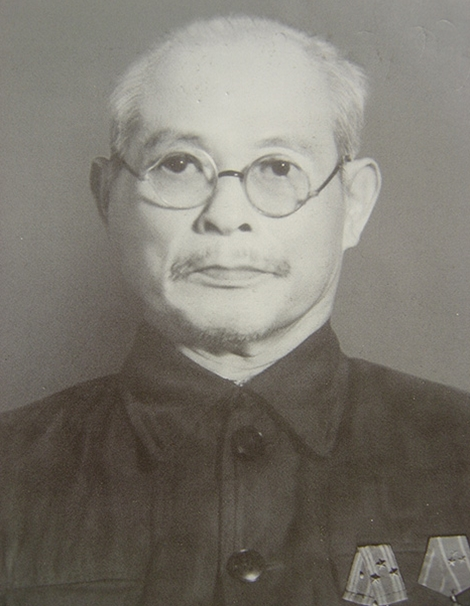
Thượng thư bộ Hình triều Nguyễn Bùi Bằng Đoàn

#### Chính trị, tôn giáo
- Bùi Bằng Đoàn (1889 - 1955), nguyên Thượng thư bộ Hình triều Nguyễn (1933-1945), Trưởng ban Thanh tra đặc biệt của Chính phủ nước Việt Nam DCCH, Trưởng ban Thường trực (Chủ tịch) Quốc hội khoá I nước Việt Nam DCCH (1946–1955)[41] - Huân chương Độc lập hạng Nhất.
- Bùi Quang Chiêu (1873-1945) là một trí thức yêu nước, một chính trị gia nổi tiếng của Nam Kỳ tranh đấu đòi tự trị cho Việt Nam vào đầu thế kỷ XX.
- Bùi Trình Khiêm (1880 - 1951) nguyên Đại biểu Quốc hội khoá I nước Việt Nam DCCH (1946 - 1951).
- Bùi Hữu Diên (1903-1935), nhà hoạt động cách mạng[42]. Năm 1930 ông bị kết án mười năm khổ sai đày đi Côn Đảo, sau đó bị lưu đày sang Guyane (Nam Mỹ), năm 1935, ông hy sinh trong tù khi mới 32 tuổi.
- Bùi Lâm, tên khai sinh: Nguyễn Văn Dị (1905-1974) nhà lão thành cách mạng, một chính khách Việt Nam, nguyên Ủy viên thường vụ Xứ uỷ Nam Kỳ, Chánh án Toà án Quân sự đặc biệt; Viện trưởng Viện Công tố Trung ương nước Việt Nam DCCH; Đại biểu Quốc hội nước Việt Nam DCCH khóa II (1960-1965)[43].
- Bùi Quang Tạo (1913-1995), nguyên Bộ trưởng Bộ Kiến trúc, Bí thư Thành ủy Hải phòng, Chủ nhiệm Ủy ban Thanh tra Chính phủ. 4 khoá là Ủy viên Trung ương Đảng (II, III, IV, V) và 6 khoá là đại biểu Quốc hội (II, III, IV, V, VI, VII). Huân chương Hồ Chí Minh.
- Bùi Đăng Chi (1913-1990), nhà hoạt động cách mạng[44].
- Bùi San (1914 - 2003) lão thành cách mạng, Đảng viên cộng sản năm 1930, nguyên Ủy viên Xứ ủy Trung Kỳ; Trưởng Tiểu ban Dân tộc Trung ương (nay là Ủy ban Dân tộc).
- Nguyễn Đức Thuận (1916 – 1985), tên khai sinh là: Bùi Phong Tư, nguyên Phó Bí thư Xứ ủy Nam Bộ, Chủ tịch Tổng Liên đoàn Lao động Việt Nam. Tác giả cuốn tự truyện "Bất khuất". Anh hùng LLVTND.
- Bùi Thanh Khiết (1924-1984), nguyên Trưởng Ban Khoa giáo Trung ương. Chủ nhiệm Ủy ban Khoa học và Kỹ thuật Quốc hội,  Thứ trưởng Bộ Giáo dục và Đạo tạo, nguyên Phó Chủ nhiệm Chính trị Quân giải phóng miền Nam. Huân chương Hồ Chí Minh.
- Phạm Hưng (1927 – 2018), tên thật Bùi Văn Tường, nguyên Chánh án Tòa án nhân dân Tối cao. Huân chương Độc lập hạng Nhất,
- Bùi Danh Lưu (1935 - 2010), Giáo sư, Tiến sĩ, nguyên Bộ trưởng Bộ Giao thông vận tải.[45] Huân chương Độc lập hạng nhất.
- Bùi Xuân Nhật, nguyên Đại sứ Việt Nam Dân chủ Cộng hoà tại Liên hợp quốc.
- Bùi Quang Vinh, sinh 1953, nguyên Bộ trưởng Bộ Kế hoạch và Đầu tư. Ủy viên Trung ương Đảng khoá X, XI. ĐB Quốc hội khoá XIII.
- Bùi Xuân Khu, sinh 1950; nguyên Thứ trưởng Thường trục Bộ Công thương (nghỉ hưu từ 9/2014), hiện  là Chủ tịch HĐQT Ngân hàng TMCP Việt Nam thương tín (VIETBANK) [46].
- Bùi Hồng Lĩnh, nguyên Thứ trưởng Bộ Lao động - Thương binh và Xã hội.
- Bùi Sỹ Lợi (sinh 1959) là đại biểu Quốc hội Việt Nam liên tục 4 khoá 11, 12, 13 và 14. Phó Chủ nhiệm Thường trực Ủy ban Về các vấn đề xã hội của Quốc hội.
- Bùi Thanh Sơn (sinh: 1962), Bộ trưởng Bộ Ngoại giao, Ủy viên Trung ương Đảng khoá XII, XIII; Ủy viên Ủy ban Đối ngoại của Quốc hội khóa XIV.
- Bùi Thị Minh Hoài (sinh 1965), Bí thư Trung ương Đảng khóa XIII; Trưởng Ban Dân vận Trung ương; Ủy viên Trung ương Đảng khóa X (dự khuyết), XI, XII, XIII.
- Bùi Văn Cường (sinh 1965) Tổng Thư ký Quốc hội, Chủ nhiệm Văn phòng Quốc hội, đại biểu Quốc hội khoá XIII, XIV. Ủy viên Trung ương Đảng khoá XI (dự khuyết), XII, XIII.
- Bùi Huyền Mai (sinh 1975), Ủy viên Ban Thường vụ Thành ủy Hà Nội, Trưởng Ban Tuyên giáo Thành ủy Hà Nội (nhiệm kì 2020 - 2025) [47], Ủy viên Ủy ban Đối ngoại của Quốc hội khoá XIV.
- Bùi Công Trừng (1905-1977) nguyên Bí thư xứ ủy Nam Kỳ Đảng cộng sản Đông Dương, Phó Chủ nhiệm Ủy ban Khoa học Nhà nước, nguyên Thứ trưởng Bộ Kinh tế Chính phủ Việt Nam DCCH.
- Bùi Tín (1927-2018) bút danh: Thành Tín - là một nhân vật bất đồng chính kiến, từng là Phó Tổng biên tập của báo Nhân dân, Đại tá Quân đội NDVN. Ông là con trai lớn cụ Bùi Bằng Đoàn. Năm 1990, khi được cử sang Pháp công tác, ông đã đào nhiệm và xin tị nạn chính trị tại Pháp, rồi ở đó đến khi qua đời.
- Bùi Diễm (sinh 1923) là Đảng viên Đảng Đại Việt[48]; nguyên Bộ trưởng Phủ Thủ tướng VNCH (1965); từ 1967 là Đại sứ Việt Nam Cộng hòa tại Hoa Kỳ. Ông là con trai cụ Bùi Kỷ; Từ sau 30-4-1975, ông tị nạn tại Hoa Kỳ.
- Tôn giáo:
  - Đình Tây tên thật là Bùi Văn Tây (1826 – 1914) cao đồ của Phật Thầy Tây An.
  - Thiền gia Pháp chủ Thích Thanh Hanh , tên thật Bùi Thanh Đàm (1840 - 1936) là vị Pháp chủ đầu tiên trong giai đoạn Chấn hưng Phật giáo Việt Nam.
  - Phaolô Bùi Chu Tạo (1909 - 2001), Giám mục chính tòa Tiên khởi Giáo phận Phát Diệm.
  - Thích Phổ Tuệ tên thật là Bùi Văn Quý (1917-2021) là Đệ tam Pháp chủ Giáo hội Phật giáo Việt Nam - Huân chương Hồ Chí Minh.
  - Gioan Baotixita Bùi Tuần (sinh 1927), Giám mục chính tòa Giáo phận Long Xuyên (1997 - 2003)
  - Phaolô Bùi Văn Đọc (1944 - 2018), Chủ tịch Hội đồng Giám mục Việt Nam nhiệm kỳ 2013 - 2016[49] ; Tổng giám mục ,Tổng giáo phận Thành phố Hồ Chí Minh (khi qua đời)

#### Khoa học, kinh tế
- Bùi Huy Đáp (1919-2004), giáo sư nông học.[50] Nguyên Phó Chủ nhiệm Ủy ban Khoa học Nhà nước. Giải thưởng Hồ Chí Minh (1996).
- Bùi Thanh Liêm (1949-1981), nhà du hành vũ trụ, phi hành gia dự bị trong chuyến bay Soyuz 37 trong chương trình Intercosmos của Liên Xô.[51] - Huân chương Hồ Chí Minh (1980).
- Bùi Công Ái (1928 - 1994), Trung tướng, Phó Viện trưởng Viện Lịch sử Quân sự, QĐND-VN. Huân chương Độc lập hạng Nhì.
- Bùi Cát Vũ, tên thật là Bùi Văn Bê (1924-2019), Thiếu tướng QĐND, Tiến sĩ khoa học Quân sự chuyên ngành Pháo binh, nguyên Phó Tư lệnh Quân khu 7 [52]. Ông còn có các biệt danh: ‘’Trùm đại bác Đông Dương’’ hay ‘’Võ Tòng chiến khu Đ’’.
- Bùi Đại (sinh 1924) Thiếu tướng,  Anh hùng LLVT nhân dân, Giáo sư, TSKH, Viện sĩ viện hàn lâm khoa học New York [53], Thày thuốc Nhân dân, nguyên Phó Giám đốc Học viện Quân Y, Giám đốc Bệnh viện Trung ương Quân đội 108- Giải thưởng Nhà nước và Giải thưởng Hồ Chí Minh về khoa học Y dược, Huân chương Độc lập hạng Ba.
- Bùi Phan Kỳ (sinh 1926)- Thiếu tướng, Phó Giáo sư [54], nguyên Trưởng Ban nghiên cứu KHQS thuộc Viện Chiến lược BQP - Huân chương Độc lập hạng Ba.
- Bùi Trọng Liễu (1934 - 2010), Tiến sĩ nhà nước về khoa học, ngành Toán.[55]
- Bùi Huy Đường (1937 - 2013), Viện sĩ Viện hàn lâm khoa học Pháp.[56]
- Bùi Tường Phong (1942 - 1975), nhà tin học, tác giả của thuật toán tô bóng Phong (Phong shading).[57]
- Bùi Thị An (sinh 1943), PGS.TS. Viện Trưởng Viện Tài nguyên môi trường, Phó Chủ tịch hội Hoá học VN, Đại biểu Quốc hội khoá XIII[58] - Ủy viên Ủy ban Khoa học, công nghệ và môi trường Quốc hội.
- PGS.TS. Bùi Nhật Quang (sinh năm 1975), Chủ tịch Viện Hàn lâm Khoa học xã hội Việt Nam. Ủy viên dự khuyết Trung ương Đảng khóa XII, Ủy viên Trung ương Đảng khóa XIII.
- Kinh tế:
  - Bùi Thị Hý, quê tại huyện Nam Sách, tỉnh Hải Dương, là bà tổ nghề Gốm Chu Đậu, cũng là nữ doanh nhân tài hoa đầu tiên của Việt Nam, bà nổi danh từ thế kỷ 15 khi đưa Gốm Chu đậu của Việt Nam rạng danh khắp nơi trên Thế giới [59].
  - Bùi Kiến Thành (sinh 1932), nhà tài chính người Mỹ gốc Việt.
  - Bùi Thành Nhơn (sinh 1958), Chủ tịch Tập đoàn Novaland [60][61].
  - Kỹ sư Bùi Quang Độ (1946-2021), cựu giảng viên Đại học Bách Khoa (Hà Nội), cựu Tổng Giám đốc Công ty Liên doanh Tin học (Gen Pacific), đồng Sáng lập viên, Chủ tịch HĐQT trường Đại học dân lập Văn Lang [62].
  - Tiến sĩ Bùi Quang Ngọc (sinh 1956), Phó Chủ tịch- nguyên TGĐ Tập đoàn FPT [63].
  - Doanh nhân Bùi Mạnh Lân (sinh năm 1957), Chủ tịch HĐQT kiêm TGĐ Tập đoàn Hưng Thịnh. Huân chương Lao động hạng Nhất, Nhì, Ba[64][65].

#### Văn hoá, nghệ thuật
- Bùi Kỷ (1888–1960), là nhà nghiên cứu văn hóa Việt Nam,  một nhân sĩ trí thức yêu nước tham gia thành viên của chính phủ Việt Nam DCCH, ông được cử làm Trưởng ban Bình dân học vụ toàn quốc. Ủy viên Ủy ban Mặt trận Tổ quốc Việt Nam. Huân chương kháng chiến hạng Nhất.
- Bùi Xuân Phái (1920 - 1988), họa sĩ nổi tiếng Việt Nam và quốc tế, Giải thưởng Hồ Chí Minh (1996).
- Bùi Trang Chước (1915-1992) là họa sĩ nổi tiếng Việt Nam, với tác phẩm để đời: "Quốc huy Việt Nam" [66].
- Hoàng Cầm, tên thật Bùi Tằng Việt (1922 – 2010) là tác giả bài thơ "Lá Diêu bông".
- Bùi Sơn Tùng, (bút danh Sơn Tùng), sinh 1928, nhà văn với nhiều tác phẩm về lãnh tụ Hồ Chí Minh và các danh nhân cách mạng, danh nhân văn hóa Việt Nam, tiêu biểu là tiểu thuyết “Búp sen xanh”. Anh hùng Lao động thời kỳ đổi mới.
- Bùi Đình Hạc, (sinh 1934) Cục trưởng Cục Điện ảnh Việt Nam. Giải thưởng Hồ Chí Minh đợt III (2007) và danh hiệu Nghệ sĩ nhân dân đợt 1 (1984).
- Phương Lựu, tên thật là Bùi Văn Ba, sinh năm 1936, là Giáo sư, Tiến sĩ khoa học, nhà văn - Nhà giáo Nhân dân (2002). Ông là một trong những trường hợp hiếm hoi ở Việt Nam vừa đồng thời được nhận Giải thưởng Hồ Chí Minh về Khoa học Công nghệ và Giải thưởng Nhà nước về Văn học Nghệ thuật.[67].

- Nhà thơ cận-hiện đại:

Họa sĩ Bùi Xuân Phái

  - Bùi Lão Kiều (Huyền Kiêu-tiền chiến)
  - Bùi Tằng Việt (Hoàng Cầm)
  - Bùi Đình Diệm (Quang Dũng)
  - Bùi Giáng (1926-1998), là nhà thơ, dịch giả và là nhà nghiên cứu văn học của Việt Nam.
- Nhà văn cận-hiện đại:
  - Bùi Đức Ái (Nhà văn Anh Đức)
  - Bùi Hiển (1919 - 2009)
  - Bùi Nhật Tiến (hải ngoại)
  - Bùi Ngọc Tấn (đương đại).
- Bùi Huy Phồn, nhà thơ, nhà văn, nhà báo Việt Nam.
- Bùi Hạnh Cẩn (1919 - 2020), nhà báo, nhà thơ (là con trai của cụ Bùi Trình Khiêm, đại biểu QH khoá I; là bố của Bùi Thị An, đại biểu QH khoá XIII).
- Bùi Phụng, tác giả cuốn Từ điển Việt-Anh.
- Bùi Ý, nhà nghiên cứu ngôn ngữ, nhà biên dịch Việt Nam.
- Bùi Hiền, nhà nghiên cứu ngôn ngữ và giảng viên tiếng Nga, người đề xuất cải tiến chữ quốc ngữ năm 2017.
- Bùi Văn Bảo, nhà giáo và soạn giả.
- Bùi Công Kỳ, nhạc sĩ
- Tuyết Mai tên thật: Bùi Thị Thái (1925-3/2022), ca sĩ, phát thanh viên Đài Tiếng nói Việt Nam, danh hiệu Nghệ sĩ nhân dân (năm 1993).
- Bùi Ngọc Bảo (ca sĩ tài tử Ngọc Bảo): 1925-2006.
- Châu Loan (Bùi Thị Loan) 1926-1972, ca sỹ, Nghệ sĩ Nhân dân
- Bùi Gia Tường (sinh 1937), là Giáo sư, Nghệ sĩ Nhân dân.
- Bùi Đình Thảo, nhạc sĩ
- Bùi Cường sinh 1947, với vai diễn để đời "Chí Phèo", ông được truy tặng danh hiệu NSND (2019).
- Bùi Đắc Sừ (1948-2020),  nguyên Giám đốc Nhà hát Chèo Việt Nam, -Nghệ sĩ Nhân dân (2007), Giải thưởng Nhà nước về văn học nghệ thuật (2012).
- Bùi Quang Tuấn (1953 - 2020) Nhạc sỹ, tác giả của "Tộc ca HỌ BÙI VIỆT NAM".
- Bùi Bài Bình (sinh 1956), Nghệ sĩ nhân dân.
- Trung Anh (tên khai sinh là Bùi Trung Anh), sinh năm 1961, diễn viên, Nghệ sĩ Nhân dân (2019).
- Bùi Thế Thông (Thế Thông), nhạc sĩ
- Bùi Thị Oanh (Lệ Thu)- (1943-2021), ca sĩ.
- Bùi Thương Tín, diễn viên điện ảnh
- Bùi Xuân Hinh (sinh 1960), Nghệ sĩ Ưu tú, là nam Diễn viên hài, hề chèo cổ Việt Nam.
- Bùi Thị Phương Thanh (ca sĩ Phương Thanh), Giải thưởng Âm nhạc Cống hiến.
- Thanh Bùi (Bùi Vũ Thanh) sinh: 1983, ca sĩ.
- Bùi Anh Tuấn, ca sĩ
- Bích Phương, ca sĩ
- Bùi Bích Phương, Hoa hậu Báo Tiền phong 1988 (tên cũ của cuộc thi Hoa hậu Việt Nam), là Hoa hậu đầu tiên từ khi Việt Nam thống nhất[68].
- Bùi Phương Nga, Á hậu 1 Hoa hậu Việt Nam 2018, đại diện Việt Nam tại Hoa hậu Hòa bình Quốc tế 2018.
- Bùi Đình Hoài Sa, Á hậu 2 Hoa hậu Chuyển giới Việt Nam 2018, đại diện Việt Nam tại Hoa hậu Chuyển giới Quốc tế 2020.
- Bùi Quỳnh Hoa, Giải Vàng Siêu mẫu Việt Nam 2018, Quán quân Siêu mẫu Quốc tế 2022, Miss Universe Việt Nam 2023.

#### Thể thao
- Bùi Lương (sinh 2-2-1939): 9 lần vô địch giải Việt dã toàn quốc và Marathon - Giải thưởng “Thành tựu cống hiến trọn đời” - Cúp chiến thắng năm 2016 [69].
- Bùi Tử Liêm (sinh 1925): Nguyên Nguyên Tổng thư ký (đầu tiên) Uỷ ban Ô-lim-pích Việt Nam; Vụ trưởng Vụ thể thao thành tích cao - Giải thưởng “Thành tựu cống hiến trọn đời” - Cúp Chiến thắng năm 2019 [69]
- Bùi Thị Thu Thảo (sinh 1992): vận động viên điền kinh.
- Bùi Tiến Dũng, (sinh 28-2-1997) người Mường, thủ môn bóng đá.[70][71][72]
- Bùi Tiến Dụng, người Mường, em trai thủ môn Bùi Tiến Dũng, chơi ở vị trí hậu vệ.
- Bùi Tiến Dũng, người Kinh, cầu thủ bóng đá chơi ở vị trí hậu vệ.
- Đại võ sư Bùi Công Hóa (1894-1958), Sáng lập và là Chưởng môn võ phái Nội Quyền -Tây Sơn Nhạn [73].
- Bùi Yến Ly (sinh 1995) nữ vận động viên  giành huy chương Vàng thế giới môn Muay Thái  ở hạng cân 51 kg, tại World Games (Đại hội Thể thao Thế giới - năm 2017) [74]
- Bùi Phan Duy Hiển, (sinh 09 - 11 - 2002 ) người Kinh chơi ở vị trí Bi-a Thủ
- Bùi Ngọc Duy ( 2004 ) người Kinh lãnh đạo vị trí Bi-a lỗ 10

## Trung Quốc
Theo Thông chí của Trịnh Tiều thời Tống, mục Thị tộc lược, tổ tiên họ Bùi là dòng dõi Bá Ích, con trai của Tần Hoàn Công là Hậu Tử Châm. Tộc nhân họ Bùi thời Hán cư trú chủ yếu tại lưu vực Hoàng Hà, xuất hiện một chi nổi bật ở huyện Văn Hỷ, tức Văn Hỷ Bùi gia, tạo nên thuyết Thiên hạ vô nhị Bùi. Qua thời Ngụy và Tấn, họ Bùi dần dần lớn mạnh, trở thành thế lực chính trị lớn xưng Hà Đông Bùi thị, nắm nhiều quyền hành thời Đường.

### Nhân vật

#### Quân sự
- Bùi Khải, tướng nhà Tào Ngụy thời Tam Quốc, cháu họ Bùi Tiềm.
- Bùi Quả, đại tướng nhà Tây Ngụy.
- Bùi Thúc Nghiệp, đại tướng nhà Bắc Tề.
- Bùi Thúy, đại tướng nhà Nam Lương.
- Bùi Văn Cử, tướng nhà Bắc Chu.
- Bùi Khoan, tướng nhà Bắc Chu.
- Bùi Quả, tướng nhà Bắc Chu.
- Bùi Nhân Cơ, danh tướng thời Tùy mạt Đường sơ.
- Bùi Hành Nghiễm, danh tướng thời Tùy mạt Đường sơ.
- Bùi Độ, tướng lĩnh thời Đường Hiến Tông.
- Bùi Hoài Lượng, Thượng tướng Quân giải phóng nhân dân Trung Hoa.

#### Chính trị
- Bùi Tiềm, đại thần nhà Tào Ngụy thời Tam Quốc.
- Bùi Tuấn, đại thần nhà Thục Hán thời Tam Quốc, em trai Bùi Tiềm.
- Bùi Tú, đại thần nhà Tây Tấn.
- Bùi Giai, đại thần nhà Tây Tấn.
- Bùi Bá Mậu, quan nhà Bắc Ngụy.
- Bùi Chiêu Minh, đại thần triều Bắc Tề.
- Bùi Hiệp, quan Bắc Chu.
- Bùi Tịch, đại thần nhà Tùy và nhà Đường trong lịch sử Trung Quốc.
- Bùi Củ, đại thần ba triều Bắc Chu, Tùy, Đường.
- Bùi Chính, luật học gia thời Tùy.
- Bùi Viêm, đại thần nhà Đường.

#### Văn hóa
- Bùi Kính Hiến, quan nhà Bắc Ngụy.
- Bùi Tùng Chi, nhà sử học Đông Tấn, đồng tác giả Tam quốc chí chú.
- Bùi Nhượng Chi, quan nhà Bắc Tế.
- Bùi Văn Trung, nhà khảo cổ học Trung Quốc.
- Bùi Diễm Linh, diễn viên Trung Quốc.

#### Nhân vật hư cấu
- Bùi Nguyên Thiệu, nhân vật trong tiểu thuyết Tam quốc diễn nghĩa.
- Bùi Nguyên Khánh, nhân vật trong tiểu thuyết Thuyết Đường diễn nghĩa.
- Bùi Thúy Vân, nhân vật trong tiểu thuyết Thuyết Đường diễn nghĩa, con gái Bùi Nhân Cơ, vợ Trình Giảo Kim.
- Bùi Tuyên, nhân vật tiểu thuyết trong Thủy Hử.

## Triều Tiên
Những nhân vật tiêu biểu mang họ Bùi tại Triều Tiên:
- Bùi Đạt Tuấn (Bae Tal-jun), nguyên Chủ tịch Ủy ban Xây dựng Nhà nước, hiện tại là Bộ trưởng Bộ Xây dựng Cộng hòa Dân chủ Nhân dân Triều Tiên và Chủ tịch Ủy ban Trung ương Liên hiệp Kiến trúc sư Triều Tiên.
- Bùi Cát Chu (Pae Gil-su), vận động viên Cộng hòa Dân chủ Nhân dân Triều Tiên, Huy chương Vàng Thế vận hội 1992.
- Bùi Anh Chu (Bae Young-soo), vận động viên bóng chày Hàn Quốc.
- Bùi Dong Vận (Bae Yong-kyun), nhà làm phim Hàn Quốc.
- Bùi Dũng Tuấn (Bae Yong-jun), diễn viên điện ảnh Hàn Quốc, đóng phim Mối tình đầu, Bản tình ca mùa đông,...
- Bùi Sắt Kỳ (Bae Seul-ki), ca sĩ Hàn Quốc.
- Bùi Tông Ngọc (Bae Jong-ok), nữ diễn viên Hàn Quốc.
- Bùi Hải Dân (Bae Hae-min), cầu thủ bóng đá chuyên nghiệp Hàn Quốc.
- Bùi Khởi Chung (Bae Ki-jong), cầu thủ bóng đá chuyên nghiệp Hàn Quốc.
- Suzy tên thật là Bae Soo-ji (Bùi Tú Trí), ca sĩ Hàn Quốc, thành viên nhóm nhạc Miss A
- Bae Sang-moon (Bùi Thượng Mưu), vận động viên golf chuyên nghiệp Hàn Quốc.
- Irene tên thật là Bae Joo-hyun (Bùi Châu Hiền), thành viên nhóm nhạc Red Velvet
- Bae Woohee, ca sĩ, người mẫu Hàn Quốc, thành viên nhóm nhạc Dal Shabet.
- Bae Jin Young, ca sĩ, người Hàn Quốc, thành viên nhóm nhạc Wanna One
- Yubin tên thật là Bae Yoo-bin (Bùi Hữu Bân), thành viên nhóm nhạc Oh My Girl.
- Bae tên thật là Bae Jinsol, ca sĩ, thành viên nhóm nhạc NMIXX

## Khác
- Mark Pae, giáo mục Anh giáo ở Hàn Quốc, quốc tịch Mỹ.